# Jakoman et Tetsu
Pour plus de détails, voir Fiche technique et Distribution.
Jakoman et Tetsu (ジャコ萬と鉄, Jakoman to Tetsu) est un film japonais réalisé par Kinji Fukasaku, sorti en 1964. Il est adapté d'un scénario antérieur écrit par Akira Kurosawa et Senkichi Taniguchi, basé sur le roman Nishin gyogyō de Keizo Kajino. Le scénario a déjà été porté à l'écran par Senkichi Taniguchi en 1949,.

## Synopsis
En mars 1947, 21e année de l'ère Shōwa, Kyubei, patron de pêche vieillissant, est confronté à une nouvelle année d'incertitude financière dans le village de Kamu, sur la côte de Shimamui, dans la péninsule de Shakotan, au nord de l'île d'Hokkaidō. Kyubei et son gendre Soutaro empruntent de l'argent et embauchent un groupe de travailleurs migrants comme pêcheurs, mais un borgne nommé Jakoman arrive et désorganise les opérations de pêche de Kyubei, terrorisant les autres pêcheurs et jurant de se venger de Kyubei pour avoir volé son bateau et l'avoir laissé presque noyé à Sakhaline trois ans plus tôt. Vers la fin de la saison de pêche, le jeune et turbulent fils de Kyubei, Tetsu, que l'on croyait perdu en mer aux Philippines, revient miraculeusement et décide d'affronter Jakoman.

## Fiche technique
Sauf indication contraire, les informations mentionnées dans cette section peuvent être confirmées par la base de données cinématographiques IMDb,  présente dans la section « Liens externes ».
- Titre original : ジャコ萬と鉄 (Jakoman to Tetsu?)
- Titre français : Jakoman et Tetsu
- Réalisation : Kinji Fukasaku
- Scénario : Senkichi Taniguchi et Akira Kurosawa, d'après Nishin gyogyō de Keizo Kajino
- Musique : Masaru Satō
- Photographie : Makoto Tsudoi
- Société de production : Toei
- Société de distribution : Toei
- Pays d'origine :  Japon
- Langue originale : japonais
- Format : noir et blanc — 2.35 : 1 — 35 mm
- Genre : drame, action
- Durée : 100 minutes
- Dates de sortie :
  - Japon : 8 février 1964

## Distribution
- Ken Takakura : Tetsu
- Tetsurō Tanba : Jakoman
- Isao Yamagata : Kyubei, le père de Tetsu
- Yōko Minamida : Masa, la sœur de Tetsu
- Kumeko Urabe : Taka, la mère de Tetsu
- Wakaba Irie : jeune fille de ferme
- Hizuru Takachiho : Yuki
- Shinjirō Ehara : Osaka
- Shirō Ōsaka : Soutaro, le mari de Masa et le beau-frère de Tetsu

## Production
Il s'agit d'un projet très inhabituel pour Ken Takakura,. Après avoir vu la version de la Tōhō réalisée en 1949 par Senkichi Taniguchi lors de sa sortie en salles, il demande à Shigeru Okada, alors directeur du studio Toei de Tokyo, de valider un remake. Okada déclare qu'il fera de Takakura une star de 100 millions de yens en 1964, et accepte de produire le film pour faire de Takakura la star définitive de la Toei.
Une fois la production du film approuvée, Ken Takakura se rend aux studios Toho pour saluer Toshirō Mifune, l'acteur principal de l'adaptation de 1949. Mifune, qui se trouve être seul dans la pièce, se lève pour accueillir Takakura et lui offre du thé. Takakura, un fan de Mifune, est complètement ravi et en vient à respecter Mifune par la suite.
Takakura ne s'est pas entendu avec le réalisateur Kinji Fukasaku. Une fois le tournage terminé, Fukasaku a déclaré à son entourage : « Je n'emploierai plus jamais un aussi mauvais acteur ». C'est pourquoi Takakura et Fukasaku n'ont travaillé ensemble que sur trois films : Jakoman et Tetsu, Hommes, porcs et loups (1964), et Duel en plein jour - Le Kamikaze (1966), dans lequel Takakura fait une apparition spéciale. Yasuo Furuhata a déclaré que Ken Takakura devait à l'origine jouer le rôle principal dans la série de films Combat sans code d'honneur, mais que Shigeru Shundo a conseillé à Ken de ne pas prendre le rôle. L'autre raison pour laquelle Ken a décidé de ne pas apparaître dans le film est qu'il ne s'entendait pas bien avec Fukasaku après le tournage de Jakoman et Tetsu.
Le film est tourné sur la côte de Shimamui, sur la péninsule de Shakotan, du 1er au 20 décembre 1963. En été, la région est bondée de pêcheurs et de baigneurs de Sapporo, mais en hiver, elle devient un village de pêcheurs solitaire. La ville d'Irashatomachi a accueilli les 80 membres de l'équipe de tournage de la Toei avec une banderole sur laquelle on pouvait lire Welcome Toei Film crew. Chaque jour, les acteurs et l'équipe ont droit à un festin de fruits de mer, y compris du brochet, mais Takakura déteste le poisson et ne peut manger que des sashimis de calamars.
Le tournage a lieu sur la côte de Shimamui, au-delà des montagnes rocheuses d'Irashatomachi. L'unité de hareng pêché est appelée « une pierre » ou « deux pierres », mais la zone était appelée « une zone de pêche de mille pierres », et la large côte était remplie de harengs. Il s'agit d'une des meilleures zones de pêche d'Hokkaido, où des dizaines de millions de dollars sont générés en une nuit. 40 millions de yens sont dépensés pour rénover une maison de harengs délabrée et un tunnel est creusé pour transporter les harengs par chariot. La météo habituelle est ensoleillée, mais le film est tourné lorsque les vagues de la mer d'Okhotsk se déchaînent afin de faire ressortir l'atmosphère désolée de la mer du Nord extrêmement froide.
Dans l'adaptation cinématographique de 1949, Toshirō Mifune, qui jouait le rôle de Tetsu, porte un pantalon en caoutchouc sur le bas du corps et est nu sur le haut du corps. Cependant, la nuit précédant le tournage, Takakura décide de faire autrement : « Si cela peut en faire un meilleur film, je le ferai en pagne »,. Les pêcheurs plongent dans la mer en se couvrant le corps de graisse, mais Takakura saute simplement dans la mer à moins 16 degrés Celsius, malgré les avertissements,,. On le retire immédiatement de l'eau, et il regrette rapidement sa décision. Il a dormi pendant trois jours et a failli mourir.

## Sortie
Jakoman et Tetsu sort au Japon le 8 février 1964, distribué par la Toei.